# Kościół ewangelicki w Liptowskim Mikułaszu

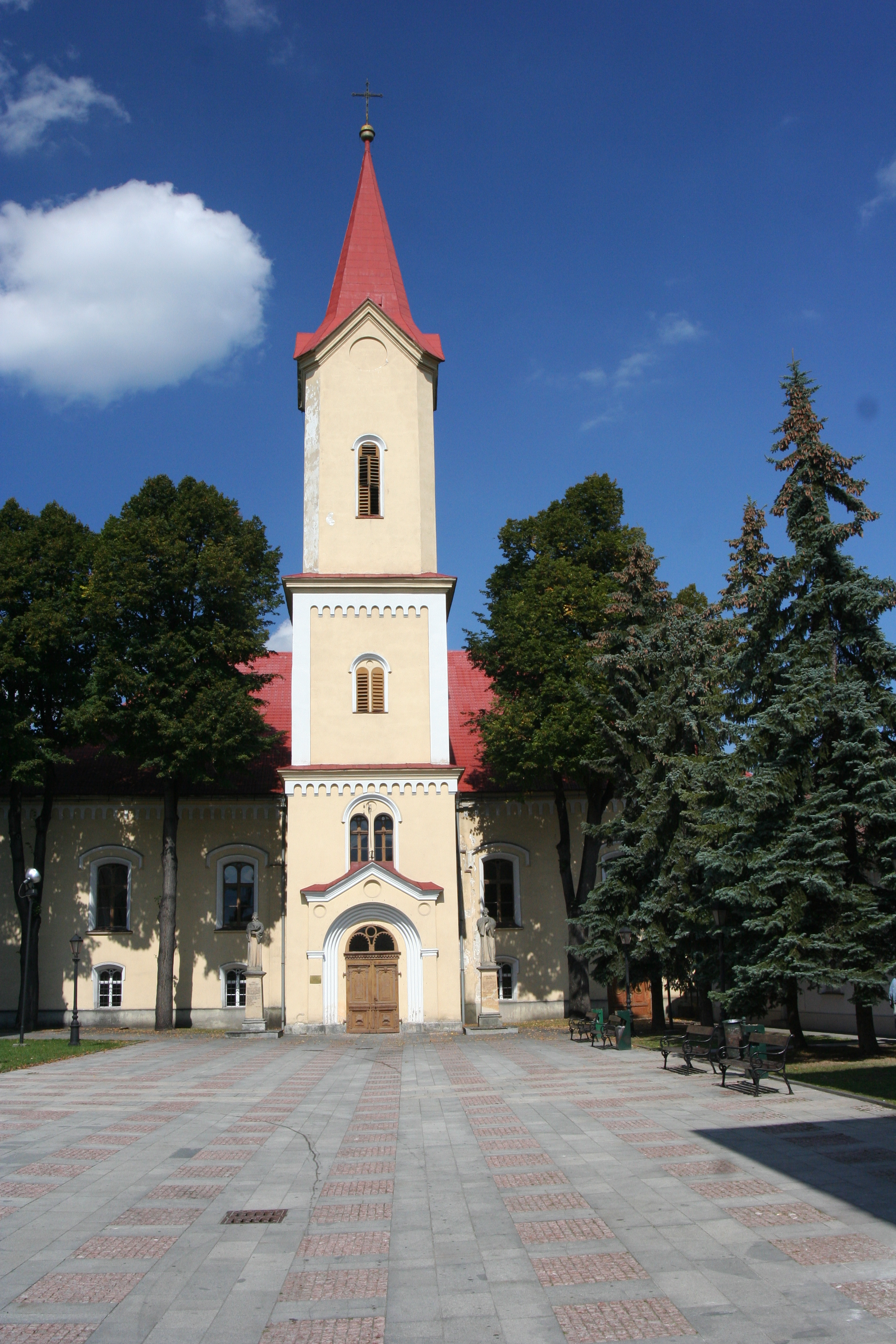
Kościół ewangelicki

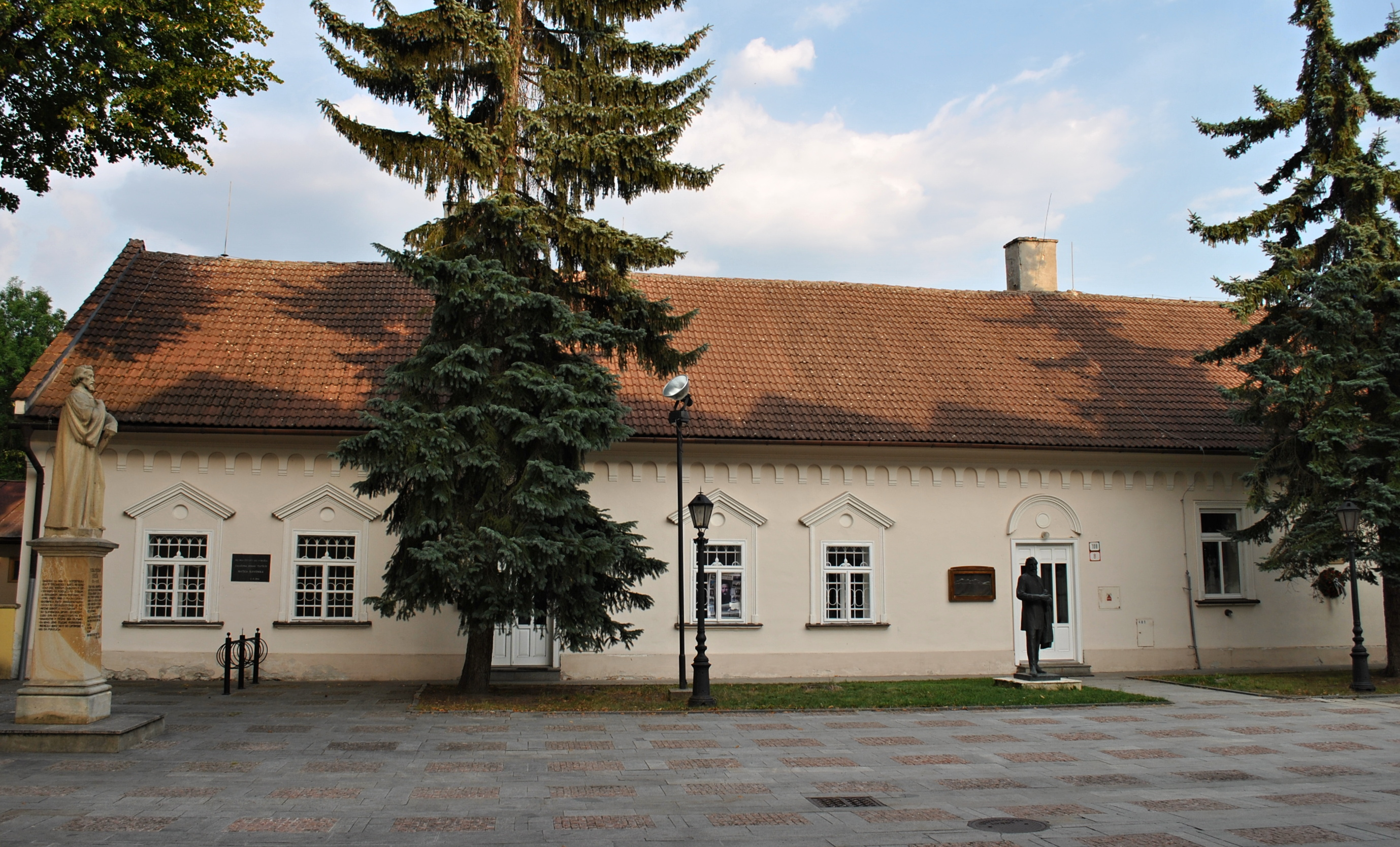
"Stara fara"

Kościół ewangelicki w Liptowskim Mikułaszu – świątynia wyznania ewangelicko-augsburskiego w mieście Liptowski Mikułasz na Słowacji. Wznosi się przy ul. J. Trzanowskiego (słow. Tranovského ul.). Parafia należy organizacyjnie do Senioratu liptowsko-orawskiego Kościoła Ewangelickiego Wyznania Augsburskiego na Słowacji.
Jako jeden z tzw. kościołów tolerancyjnych został wzniesiony w latach 1783-1785, tuż po „Patencie tolerancyjnym” cesarza Józefa II. Kościół poświęcili 2 października 1785 r. miejscowy duchowny Emeryk Berzeviczy, proboszcz z Paludzy Matej Šúlek oraz ksiądz Ján Mydielko z Liptowskiej Sielnicy. Pierwotne wyposażenie stanowiły jedynie drewniany, rzeźbiony ołtarz, ambona i kamienna chrzcielnica. Pierwsze żyrandole ofiarowali kościołowi miejscowi garbarze.
Kościół murowany na planie zbliżonym do kwadratu, utrzymany w stylu klasycystycznym, sto lat później, po pożarze miasta z 1883 r., był gruntownie remontowany. Powiększono wówczas okna i zbudowano boczne empory. Wtedy też (1885) dostawiono do niego od frontu (tj. od strony południowej) kwadratową, czterokondygnacyjną wieżę z trzema dzwonami, przez którą wiedzie obecnie główne wejście do kościoła. Na wieży trzy dzwony: "Martin Luther" (największy), "Dobry Pasterz" i "Krzyż".
Dominantą wnętrza jest pierwotny, późnobarokowy ołtarz z rzeźbionym wyobrażeniem Trójcy Świętej oraz figurami apostołów-ewangelistów Jana i Mateusza, a także herbami miejscowych rodzin szlacheckich (Okolicsányi, Smrecsányi i Pongráczowie). W ołtarzu obraz przedstawiający Chrystusa na krzyżu, dzieło nieznanego autora z II połowy XIX w. W zasobach świątyni zachował się cenny zestaw kościelnych szat i płócien liturgicznych z XVII i XVIII w. Dwumanuałowe organy pochodzą z pracowni mistrza Jána Tučeka z Kutnéj Hory.
W 1950 r. przed kościołem, po obu stronach wejścia, postawiono posągi dwóch wybitnych kaznodziejów protestanckich: Jerzego Trzanowskiego i Michala M. Hodžy. Ich autorem jest Ladislav Polák.
Tuż obok kościoła znajduje się tzw. „Stara fara” – murowany budynek pierwszej plebanii ewangelickiej z 1788 r. W latach 1837–1866 mieszkał w niej i pracował czołowy przedstawiciel słowackiego przebudzenia narodowego lat 40. XIX w., proboszcz tutejszej parafii ewangelickiej Michal Miloslav Hodža. Za jego czasów budynek ten był jednym z głównych ośrodków słowackiego życia narodowego. Spotykali się tu najwybitniejsi działacze tzw. generacji Szturowskiej. Tu w 1844 r. powstało pierwsze słowackie stowarzyszenie społeczno-kulturalne "Tatrín", a w roku 1848 zostały tu opracowane „Żądania narodu słowackiego” (słow. "Žiadosti slovenského národa") – pierwszy w historii polityczny program narodowy Słowaków.
Obecnie w pomieszczeniach „fary” umieszczona jest muzealna ekspozycja poświęcona tym dwóm ostatnim wydarzeniom z historii narodu słowackiego pod nazwą (słow.) „Tatrín a Žiadosti slovenského národa”. Przed budynkiem fary pomnik wybitnego działacza narodowego Ľudovíta Štúra.